# Tennys Sandgren
Tennys Sandgren (* 22. Juli 1991 in Gallatin, Tennessee) ist ein US-amerikanischer Tennisspieler.

## Karriere
Sandgren besuchte die University of Tennessee, wo er zwei Jahre College Tennis in der Southeastern Conference spielte, bevor er 2011 zum Profi wurde. Nach einem Jahr auf der ITF Future Tour hatte er genügend Weltranglistenpunkte gesammelt, um an Turnieren der ATP Challenger Tour teilzunehmen. Bereits in seinem ersten Jahr auf der ATP Challenger Tour errang er seinen ersten Einzeltitel beim Turnier in Champaign, wobei er in der zweiten Runde den zweiten der Setzliste, Jack Sock, bezwang. Nach einer langwierigen Verletzungspause kehrte Sandgren erst gegen Ende 2016 wieder in die Top 200 der Tennisweltrangliste zurück. Im darauf folgenden Jahr stand er fünfmal im Finale eines Challenger-Turniers, unterlag jedoch in allen davon. Ebenfalls 2017 feierte er sein Debüt auf der ATP Tour und bei einem Grand-Slam-Turnier, als er eine Wildcard für die French Open erhielt. 2018 wurde der Spieler mit dem einprägsamen Vornamen durch seine Viertelfinalteilnahme bei den Australian Open einem größeren Tennispublikum ein Begriff. Er feierte Siege gegen die hochfavorisierten Top-10-Spieler Stan Wawrinka und Dominic Thiem, bevor er Hyeon Chung glatt unterlag. Er erreichte das Finale des US Men’s Clay Court Championship 2018, wo er Steve Johnson unterlag. Im Januar 2019 gewann Sandgren beim ASB Classic 2019 in Auckland seinen bislang einzigen ATP-Einzeltitel.
Sandgren errang bislang jeweils neun Einzel- und Doppeltitel auf der ITF Future Tour, zwei Einzel- und sechs Doppeltitel auf der ATP Challenger Tour, sowie einen Einzeltitel auf der ATP Tour. Seine beste Platzierung auf der Tennisweltrangliste war Platz 41 im Januar 2019 im Einzel und Platz 115 im Januar 2014 im Doppel. Seine größten Erfolge bei Grand-Slam-Turnieren waren das Viertelfinale der Australien Open, welches er 2018 und erneut 2020 erreichte; bei den Wimbledon Championships stand er 2019 im Achtelfinale. Im Doppel stand er an der Seite von Austin Krajicek 2018 im Viertelfinale der US Open.

## Kontroverse um rechtsextremes Gedankengut
Im Rahmen des erfolgreichen Abschneidens von Sandgren bei den Australian Open 2018, bei denen Sandgren erst im Viertelfinale scheiterte, entstand eine Kontroverse um Sandgrens politische Einstellungen. Sandgren hatte bei Twitter über einen längeren Zeitraum immer wieder Nachrichten von bekannten Aktivisten der rassistischen Alt-Right-Bewegung, wie bspw. Sebastian Gorka, weitergeleitet. Diverse Tweets von Sandgren, insgesamt etwa 2.000, waren am Morgen nach seinem Achtelfinal-Sieg gegen Fabio Fognini gelöscht worden. Sandgren erklärte, er unterstütze keine rechtsextremen Ideologien, würde „nur einige Inhalte interessant finden“. Unter den gelöschten Tweets befindet sich auch ein von Sandgren selbst verfasster Kommentar, in dem Sandgren homophobes Gedankengut äußerte: „Bin gestern Nacht in eine Schwulenbar gestolpert ... meine Augen bluten immer noch“.

## Erfolge
| Legende (Anzahl der Siege)  |
| Grand Slam                  |
| ATP World Tour Finals       |
| ATP World Tour Masters 1000 |
| ATP World Tour 500          |
| ATP World Tour 250 (1)      |
| ATP Challenger Tour (13)    |

| ATP-Titel nach Belag |
| Hartplatz (1)        |
| Sand (0)             |
| Rasen (0)            |

### Einzel

#### Turniersiege

##### ATP World Tour
| Nr. | Datum           | Turnier  | Belag     | Finalgegner    | Ergebnis |
| --- | --------------- | -------- | --------- | -------------- | -------- |
| 1.  | 12. Januar 2019 | Auckland | Hartplatz | Cameron Norrie | 6:4, 6:2 |

##### ATP Challenger Tour
| Nr. | Datum             | Turnier   | Belag         | Finalgegner      | Ergebnis       |
| --- | ----------------- | --------- | ------------- | ---------------- | -------------- |
| 1.  | 16. November 2013 | Champaign | Hartplatz (i) | Sam Groth        | 3:6, 6:3, 7:64 |
| 2.  | 20. Februar 2017  | Tempe     | Hartplatz     | Nikola Milojević | 4:6, 6:0, 6:3  |
| 3.  | 7. Mai 2017       | Savannah  | Sand          | João Pedro Sorgi | 6:4, 6:3       |
| 4.  | 30. Oktober 2022  | Las Vegas | Hartplatz     | Stefan Kozlov    | 7:5, 6:3       |

#### Finalteilnahmen
| Nr. | Datum          | Turnier | Belag | Finalgegner   | Ergebnis       |
| --- | -------------- | ------- | ----- | ------------- | -------------- |
| 1.  | 15. April 2018 | Houston | Sand  | Steve Johnson | 6:72, 6:2, 4:6 |

### Doppel

#### Turniersiege
| Nr. | Datum              | Turnier         | Belag         | Partner           | Finalgegner                      | Ergebnis           |
| --- | ------------------ | --------------- | ------------- | ----------------- | -------------------------------- | ------------------ |
| 1.  | 7. Oktober 2012    | Sacramento      | Hartplatz     | Rhyne Williams    | Devin Britton Austin Krajicek    | 4:6, 6:4, [12:10]  |
| 2.  | 4. Mai 2013        | Tallahassee     | Sand          | Austin Krajicek   | Greg Jones Peter Polansky        | 1:6, 6:2, [10:8]   |
| 3.  | 21. September 2013 | Izmir           | Hartplatz     | Austin Krajicek   | Brydan Klein Dane Propoggia      | 7:64, 6:4          |
| 4.  | 3. Januar 2014     | Nouméa          | Hartplatz     | Austin Krajicek   | Ante Pavić Blaž Rola             | 7:64, 6:3          |
| 5.  | 9. Januar 2015     | Nouméa (2)      | Hartplatz     | Austin Krajicek   | Jarmere Jenkins Bradley Klahn    | 7:62, 6:75, [10:5] |
| 6.  | 8. November 2015   | Charlottesville | Hartplatz (i) | Chase Buchanan    | Peter Polansky Adil Shamasdin    | 3:6, 6:4, [10:5]   |
| 7.  | 20. November 2016  | Champaign       | Hartplatz (i) | Austin Krajicek   | Luke Bambridge Liam Broady       | 7:64, 7:62         |
| 8.  | 29. Januar 2022    | Columbus        | Hartplatz (i) | Mikael Torpegaard | Luca Margaroli Yasutaka Uchiyama | 5:7, 6:4, [10:5]   |
| 9.  | 12. November 2022  | Knoxville       | Hartplatz (i) | Hunter Reese      | Martin Damm Mitchell Krueger     | 6:74, 7:63, [10:5] |

#### Finalteilnahmen
| Nr. | Datum           | Turnier       | Belag     | Partner         | Finalgegner               | Ergebnis          |
| --- | --------------- | ------------- | --------- | --------------- | ------------------------- | ----------------- |
| 1.  | 23. August 2019 | Winston-Salem | Hartplatz | Nicholas Monroe | Łukasz Kubot Marcelo Melo | 7:66, 1:6, [3:10] |